# Fornaka
Fornaka (în arabă فرناكة) este o comună din provincia Mostaganem, Algeria.
Populația comunei este de 16.543 de locuitori (2008).